# Zagreb Open 2004
Lo Zagreb Open 2004 è stato un torneo di tennis facente parte della categoria ATP Challenger Series nell'ambito dell'ATP Challenger Series 2004. Il torneo si è giocato a Zagabria in Croazia dal 10 al 16 maggio 2004 su campi in terra rossa.

## Vincitori

### Singolare
Adrián García ha battuto in finale  Rubén Ramírez Hidalgo con il punteggio di 6–3, 7–5

### Doppio
Karol Beck /  Jaroslav Levinský hanno battuto in finale  Jordan Kerr /  Tom Vanhoudt con il punteggio di 6–2, 7–6(4)